# Soultzbach-les-Bains
Soultzbach-les-Bains är en kommun i departementet Haut-Rhin i regionen Grand Est (tidigare regionen Alsace) i nordöstra Frankrike. Kommunen ligger i kantonen Munster som tillhör arrondissementet Colmar. År 2022 hade Soultzbach-les-Bains 727 invånare.

## Befolkningsutveckling
Antalet invånare i kommunen Soultzbach-les-Bains
| Referens: INSEE |